# 郑州市第三人民医院
郑州市第三人民医院是河南省郑州市的一家综合性公立三级医院，始建于1905年，本部院区位于郑州市管城回族区南顺城街136号，北院区位于惠济区天河路66号。

## 历史
郑州市第三人民医院的前身为“华美医院”。1905年，美国基督教南浸礼会派劳莪丹医师来郑州行医传教，其与中国医生魏平合作开设诊所。1911年春节，诊所定名为“美华医院”。因就诊病人不断增加，陆续有美籍医疗人员被派来。1921年时，医院设有诊疗室、药房、化验室和病房等。1926年，北伐战争开始，教会医院停办，美籍人员撤离回国，冯玉祥部队进驻郑州并占据医院。1927年冯玉祥部撤离，牧师韩崇一租借美华医院，并开办“永安医院”，至1933年停办。1934年，美华医院更名为华美医院，1935年5月先开门诊，至9月正式开业。1936年，医院设病床36张，工作人员30人，并设有小型X线机和洗衣机等。1937年，医院病床数增加至100张，因霍乱流行又搭席棚3个，总床位达400张，工作人员120人。1948年10月，中国人民解放军进驻郑州。1949年12月，医院更名为“华民医院”。1951年10月，河南省人民政府接管华民医院，并更名为“河南省第二人民医院”。1957年移交郑州市，1962年医院改为现名。
医院于2008年冠名“河南省第一慈善医院”，2011年增挂“郑州市肿瘤医院”。2015年10月，医院与河南大学签署挂牌合作，成立“河南大学肿瘤医院”。2020年7月，医院获批为三级专科医院。

## 概况
郑州市第三人民医院有河南省医学重点培育学科2个，郑州市医学重点学科2个，郑州市医学重点培育学科4个。医院设有两个院区，其中本部院区位于管城回族区南顺城街，设置床位1100张、在职职工1700余人，并设有郑州市肿瘤防治研究所、郑州市肿瘤防治办公室、郑州市癌症中心、郑州市抗癌协会、郑州华美法医临床司法鉴定所、郑州市泌尿研究所、郑州市男性医学研究所等机构。北院区位于惠济区天河路，占地185亩，建筑面积11万平米，设置床位1000张。

## 接驳交通
| 市第三人民医院 | 市第三人民医院        | 市第三人民医院        | 市第三人民医院        | 市第三人民医院        |
| 编号           | 路线                  | 路线                  | 路线                  | 备注                  |
| -------------- | --------------------- | --------------------- | --------------------- | --------------------- |
| 游51支线       | 已于2023年11月3日停办 | 已于2023年11月3日停办 | 已于2023年11月3日停办 | 已于2023年11月3日停办 |
| 556            | 郑州工业安全职业学院  | ⇆                     | 火车站南港湾          |                       |

| 天河路新城路 | 天河路新城路     | 天河路新城路 | 天河路新城路   | 天河路新城路 |
| 编号         | 路线             | 路线         | 路线           | 备注         |
| ------------ | ---------------- | ------------ | -------------- | ------------ |
| G78          | 森林湖公交站     | ⇆            | 航海路中州大道 |              |
| 197          | 岗李公交站       | ⇆            | 汽车客运北站   |              |
| 723          | 郑州四禾美术学校 | ⇆            | 文化路英才街   |              |